# Hibran
Hibran (arab. حبران) – miejscowość w Syrii, w muhafazie As-Suwajda. W 2004 roku liczyła 3166 mieszkańców.